# José Manuel Moreno
José Manuel Moreno Fernández (Buenos Aires, 3 agosto 1916 – Buenos Aires, 26 agosto 1978) è stato un calciatore argentino, di ruolo attaccante o centrocampista.
Soprannominato El Charro, è considerato uno dei più forti giocatori sudamericani della storia del calcio. Occupa la 25ª posizione nella speciale classifica dei migliori calciatori del XX secolo pubblicata dall'IFFHS e la 5ª posizione nella classifica dei migliori calciatori sudamericani del XX secolo pubblicata sempre dalla stessa rivista nel 2004.
Durante la sua carriera ha legato il suo nome principalmente al River Plate.

## Biografia
Nacque a Buenos Aires nel 1916, primo figlio maschio di José (poliziotto) e Malvina ed aveva tre sorelle maggiori. Iniziò a giocare a calcio nelle strade del quartiere de La Boca, dove viveva. Dopo essere stato scartato dalle giovanili del Boca Juniors, fu notato dai rivali cittadini del River Plate, che lo tesserarono a 18 anni. Divenne calciatore insostituibile in ogni club in cui militò in cinque paesi diversi.
Nella Buenos Aires di prima e durante la Seconda Guerra Mondiale, Moreno fu un fenomeno di costume: sposò Pola Alonso, attrice cinematografica argentina e si fece notare come viveur. Per l'atteggiamento esuberante fuori dal terreno di gioco, la stampa lo ribattezzò El Fanfa (il fanfarone); amò il ballo, le donne e lo stile di vita bohèmien. Fu frequentatore assiduo dei locali notturni e fanatico del tango, nonostante riuscisse ad eccellere con costanza nel calcio ai massimi livelli, anche con la nazionale Albiceleste.

## Caratteristiche tecniche

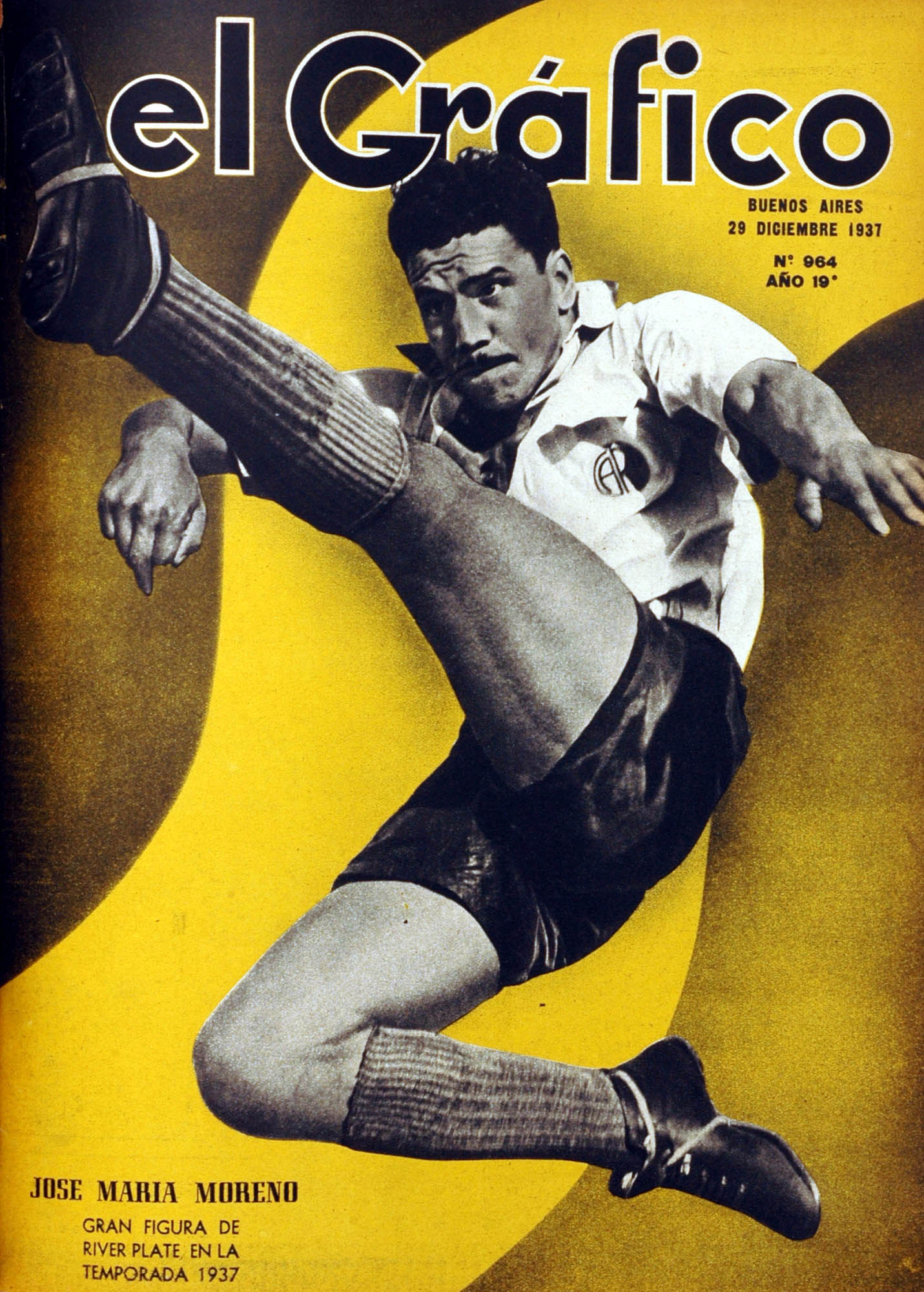
Una copertina di El Gráfico nel 1937 fa mostra delle doti acrobatiche di Moreno

Occupava il ruolo di mezzala destra o sinistra nel modulo a piramide, una variante del sistema, posizione che oggi definiremmo da trequartista. Leader carismatico e punto di riferimento per appassionati ed esperti, era dotato di una tecnica sopraffina a cui si aggiungeva una duttilità tattica inusuale per i suoi tempi. Era potente e veloce, abile con entrambi i piedi e buon colpitore di testa. Univa alla forza fisica la qualità delle giocate. Era instancabile, ottimo rifinitore e finalizzatore.

## Carriera

### Club

#### River Plate (1935–1944)
Nato nel 1916 nel quartiere di La Boca, è apparso per la prima volta nelle divisioni giovanili del River Plate nel 1933. Nel 1935, durante una tournée di club in Brasile, fece il suo debutto professionale.Ha iniziato a giocare da insider a destra ma quella stessa stagione è stato spostato a sinistra. In quella posizione, Moreno ha ottenuto ottimi voti da gol, con una media di 0,83 a partita. Diventa una delle stelle della squadra e vince gli scudetti 1936 e 1937 e la coppa d'oro 1936.
Nel 1939 fu punito per la sua intensa vita notturna. In segno di solidarietà, buona parte della squadra del River va in sciopero. Quando lo sciopero è stato revocato, Moreno è dovuto tornare alla sua posizione originale. Moreno cambia il suo modo di giocare e diventa un giocatore più combattivo, stagionato e con tanto sfoggio fisico. Diede vita con gli altri quattro attaccanti titolari al reparto offensivo de la Máquina, la squadra che si rivelò essere un perfetto meccanismo da gol e bel gioco che dominò la scena del calcio argentino degli anni '40. Il River vince i campionati 1941 e 1942 e altre coppe.

#### Messico (1944–1946)

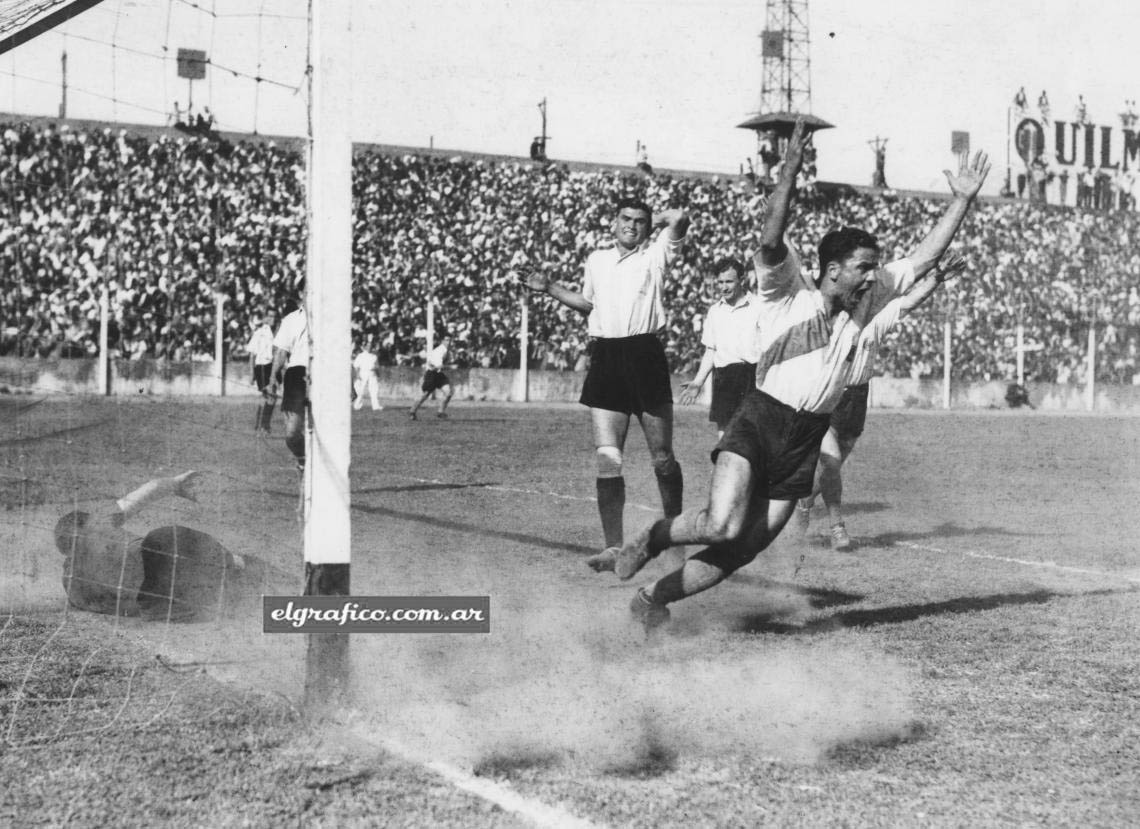

A fare da spartiacque alle due permanenze al River ci furono altrettante stagioni in Messico, in cui conquistò il titolo al secondo tentativo. Con i bianconeri vinse il primo campionato professionistico del club e si guadagnò il nomignolo di Charro, il cowboy messicano. A Città del Messico fece coppia con un altro attaccante simbolo del calcio degli anni '40, Isidro Lángara, prima stella del calcio spagnolo.

#### Ritorno in Sudamerica (1946–1961)
Tornò in Argentina nel 1946, con il nuovo soprannome: "il Charro". Grande aspettativa. Nella sua prima partita, sempre al River, il record di incasso viene battuto e José risponde con 3 gol. Vince il campionato del 1947 e il campionato sudamericano di quell'anno, essendo la grande figura. River mette in atto una nuova tattica, la doppia punta di lancia, prima del Brasile con Vavá e Pelé o dell'Ungheria con Kocsis e Puskas, River con Di Stéfano e Labruna ha giocato con due centravanti nel 1947. Moreno era incaricato di generare gioco.

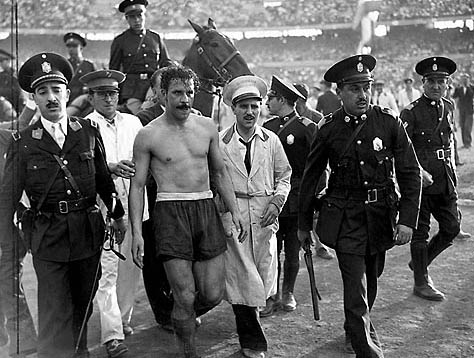

Dopo lo sciopero del 1948, si accasò in Cile per un anno, vincendo il neonato campionato professionistico nazionale al primo tentativo. In Cile giocò con un elemento di spicco del calcio cileno: il portiere Sergio Livingstone. Moreno, ancora oggi, viene considerato il calciatore più forte di sempre ad aver militato nella nazione andina. Decise quindi di fare ritorno in Argentina al Boca Juniors, per poi firmare nuovamente con la UC. Pur segnando di meno rispetto agli anni d'oro, riusciva ad essere decisivo come uomo squadra ed assistman. Venne definito dalla stampa il primo vero "giocatore totale", che prendeva palla nella propria area di rigore e finiva l'azione dalla parte opposta del campo.
Nel 1952 il percorso calcistico di Moreno volgeva al termine: dapprima militò per un anno tra le file del Defensor Sporting di Montevideo, quindi passò per motivi politici al Ferro Carril Oeste di Caballito, barrio di Buenos Aires. Infine si accasò in Colombia, al Deportivo Independiente Medellín, dove terminò la sua carriera a 45 anni.

### Nazionale
Con la Nazionale argentina ha segnato 19 reti in 34 incontri ed ha vinto due Coppe America: nel 1941 e nel 1947. È risultato il capocannoniere della manifestazione nel 1942, quando in una sola partita contro l'Ecuador segnò 5 gol, fatto che rappresenta ancora oggi un record per tale rassegna.

## Carriera da allenatore
Quando si è ritirato da calciatore, ha iniziato la carriera di allenatore prima a Medellín, poi al Boca Juniors e nel 1959 Selezione Argentina. Nel 1960 tornò a Medellín e fece il suo ritorno come giocatore-allenatore. Gioca qualche partita e si ritira nel 1961, questa volta definitivamente. Aveva quasi 45 anni e si è ritirato con un gol.
Ha continuato come allenatore senza molti dispiaceri o glorie al River, Colo Colo, All Boys, Huracan e Deportivo Merlo, club che ha diretto fino alla sua morte nel 1978, mesi dopo il campionato del mondo.

## Statistiche
| Stagione | Squadra                | Serie | Presenze | Gol | Assist |
| 1935     | River Plate            | A     | 20       | 6   | 1      |
| 1936     | River Plate            | A     | 33       | 23  | 9      |
| 1937     | River Plate            | A     | 32       | 31  | 10     |
| 1938     | River Plate            | A     | 31       | 24  | 6      |
| 1939     | River Plate            | A     | 24       | 21  | 8      |
| 1940     | River Plate            | A     | 33       | 16  | 11     |
| 1941     | River Plate            | A     | 29       | 14  | 6      |
| 1942     | River Plate            | A     | 28       | 10  | 12     |
| 1943     | River Plate            | A     | 22       | 6   | 8      |
| 1944     | River Plate            | A     | 6        | 4   | 0      |
| 1944-45  | Real Club España       | A     | 21       | 10  | ?      |
| 1945-46  | Real Club España       | A     | 20       | 4   | ?      |
| 1946     | River Plate            | A     | 13       | 8   | 2      |
| 1947     | River Plate            | A     | 28       | 10  | 11     |
| 1948     | River Plate            | A     | 23       | 6   | 5      |
| 1949     | Universidad Católica   | A     | 22       | 8   | 2      |
| 1950     | Boca Juniors           | A     | 23       | 7   | 5      |
| 1951     | Universidad Católica   | A     | 12       | 4   | 3      |
| 1952     | Defensor Sporting      | A     | 14       | 3   | ?      |
| 1953     | Ferro Carril Oeste     | A     | 15       | 1   | 8      |
| 1954     | Independiente Medellín | A     | 12       | 3   | ?      |
| 1955     | Independiente Medellín | A     | 15       | 3   | ?      |
| 1956     | Independiente Medellín | A     | 15       | 6   | ?      |
| 1960     | Independiente Medellín | A     | 2        | 0   | ?      |
| 1961     | Independiente Medellín | A     | 1        | 1   | ?      |

## Palmarès

### Club

#### Competizioni nazionali
- Campionato argentino: 5

River Plate: 1936, 1937, 1941, 1942, 1947
- Campionato messicano: 1

Real Club España: 1944-1945
- Campionato cileno: 1

Universidad Católica: 1949
- Campionato colombiano: 2

Independiente Medellín: 1955, 1957

### Nazionale
- Campeonato Sudamericano de Football: 2

Cile 1941, Ecuador 1947

### Individuale
- Capocannoniere della Copa América: 1

Uruguay 1942 (7 gol, a pari merito con Herminio Masantonio)

### Videografia
- Federico Ferri e Federico Buffa, Storie di Campioni - Buffa Racconta: Alfredo Di Stéfano, Sky Sport, 2015.